# Alasch (Fluss)
Der Alasch (russisch Алаш) (im Oberlauf Tschultscha (Чуль-Ча)) ist ein linker Nebenfluss des Chemtschik in der russischen Republik Tuwa in Südsibirien.
Der Alasch entspringt am Osthang des Schapschal-Kamms im äußersten Westen von Tuwa. Er fließt im Oberlauf als Tschul-Tscha in überwiegend östlicher Richtung. Die Flüsse Kara-Suluk und Kara-Chol münden von links in den Fluss. Anschließend trägt der Fluss die Bezeichnung Alasch. Im Unterlauf durchschneidet er das Alasch-Plateau, bevor er 20 km östlich von Ak-Dowurak in den Chemtschik mündet. Der Alasch hat eine Länge von 172 km. Sein Einzugsgebiet umfasst 4630 km².